# Tlaxco (Tlaxcala)
Tlaxco è una città dello stato di Tlaxcala, nel Messico centrale, capoluogo della omonima municipalità.
La municipalità conta 39.939 abitanti (2010) e ha un'estensione di 573,39 km².
Il significato del nome della località in lingua nahuatl è luogo del gioco della palla.